# Carol Nolan

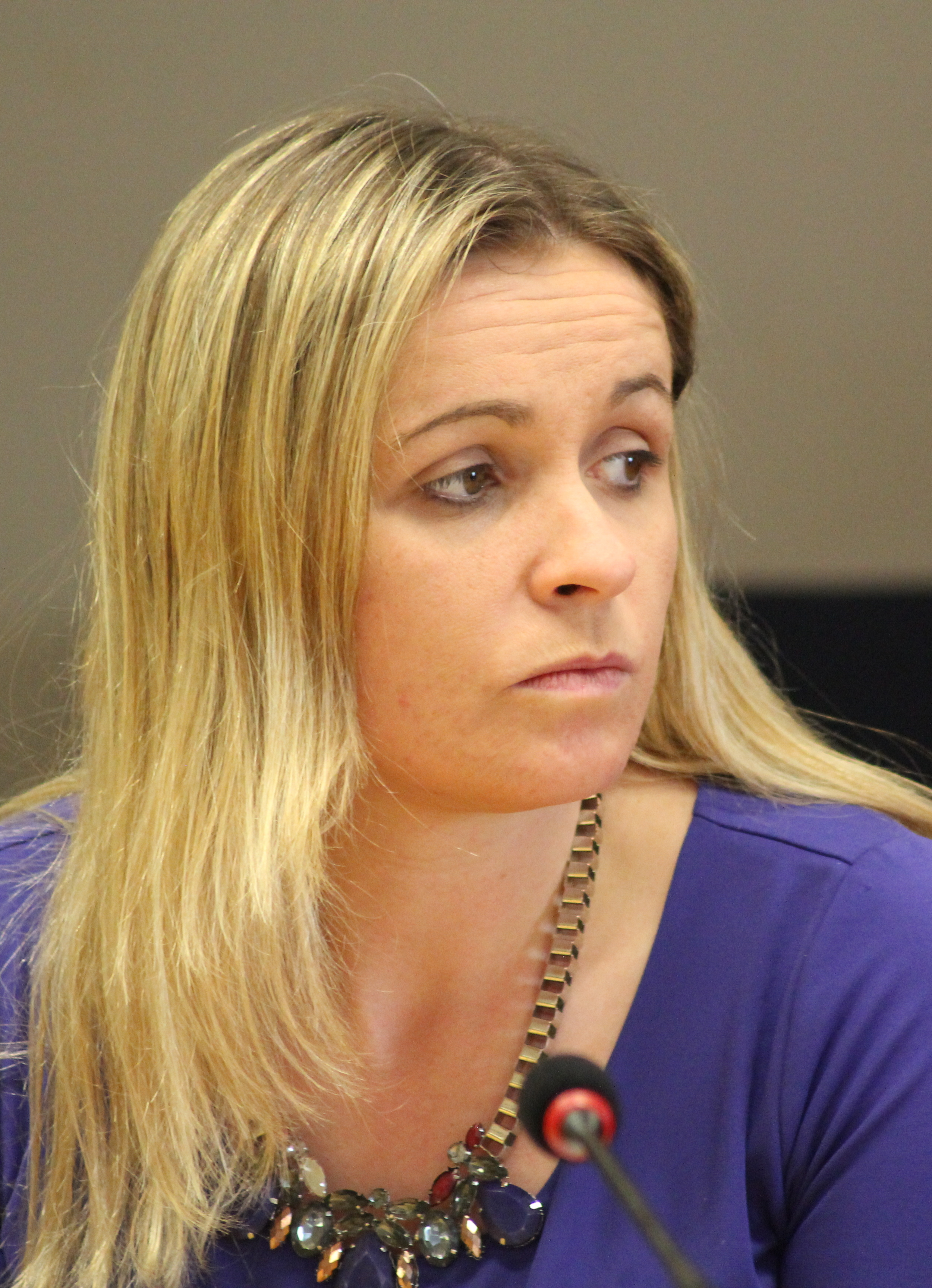
Carol Nolan (2015)

Carol Nolan (23 de maio de 1978) é uma política independente irlandesa que foi Teachta Dála (TD) para o distrito eleitoral de Laois-Offaly desde as eleições gerais de 2020 e anteriormente de 2016 a 2020 para o distrito eleitoral de Offaly.
Nolan nasceu em Tullamore em 1978, mas ela é natural de Cadamstown, County Offaly. Nolan foi educado no Mary Immaculate College e NUI Galway. Ela foi professora primária por 12 anos. Nolan também foi diretor de Gaelscoil Thromaire no Condado de Laois por 3 anos.
Antes de se tornar uma TD, ela foi membro do Sinn Féin do Conselho do Condado de Offaly de 2014 a 2016, para o distrito eleitoral local de Birr.
Em março de 2018, ela foi suspensa do Sinn Féin por três meses por votar contra a legislação que permitia um referendo sobre a revogação da Oitava Emenda da Constituição, cujo apoio havia sido adotado no Ard Fheis do partido.
Ela endossou a campanha Cherish all the Children Igualmente, que defendeu um voto não no referendo do aborto de 2018. Ela fez campanha para a campanha Love Both, que também defendeu um voto não no referendo.
Ela renunciou ao Sinn Féin em 19 de junho de 2018, devido à posição do partido sobre o aborto, dizendo ""Não apoiarei a legislação, pois minha posição permanece a mesma, como um TD pró-vida que se opõe fortemente ao aborto".
Ela foi reeleita como TD independente para o distrito eleitoral de Laois-Offaly após as eleições gerais de 2020. Nolan é membro do Grupo Rural de TDs Independentes no 33º Dail.